# Pribylina
Pribylina (ungarisch Pribilina) ist eine Gemeinde in der Nordslowakei. Sie ist südlich der Westtatra im Talkessel Podtatranská kotlina gelegen. Die Stadt Liptovský Mikuláš ist etwa 17 km entfernt.
Der Ort wurde 1286 zum ersten Mal schriftlich als Perbenye erwähnt. 1828 zählte man 132 Häuser und 1622 Einwohner, die als Hirten, Holzfäller, Lederverarbeiter, im Winter als Schuhmacher beschäftigt waren.

## Bevölkerung
| Jahr                | 1994 | 2004    | 2014    | 2024    |
| ------------------- | ---- | ------- | ------- | ------- |
| Anzahl der Personen | 1336 | 1362    | 1329    | 1316    |
| Unterschied         |      | +1,94 % | −2,42 % | −0,97 % |

| Jahr                | 2023 | 2024    |
| ------------------- | ---- | ------- |
| Anzahl der Personen | 1325 | 1316    |
| Unterschied         |      | −0,67 % |

Gemäß der Volkszählung 2011 wohnten in Pribylina 1369 Einwohner, davon 996 Slowaken, 270 Roma, jeweils drei Magyaren und Tschechen, zwei Deutsche und ein Ukrainer; ein Einwohner gehörte einer anderen Ethnie an. 93 Einwohner machten diesbezüglich keine Angabe. 693 Einwohner bekannten sich zur evangelischen Kirche A. B., 434 Einwohner zur römisch-katholischen Kirche, sechs Einwohner zur griechisch-katholischen Kirche, vier Einwohner zur evangelisch-methodistischen Kirche, drei Einwohner zu den Baptisten und jeweils ein Einwohner zu den Mormonen, zu den Zeugen Jehovas sowie zur orthodoxen Kirche; vier Einwohner bekannten sich zu einer anderen Konfession. 93 Einwohner waren konfessionslos und bei 129 Einwohnern wurde die Konfession nicht ermittelt.

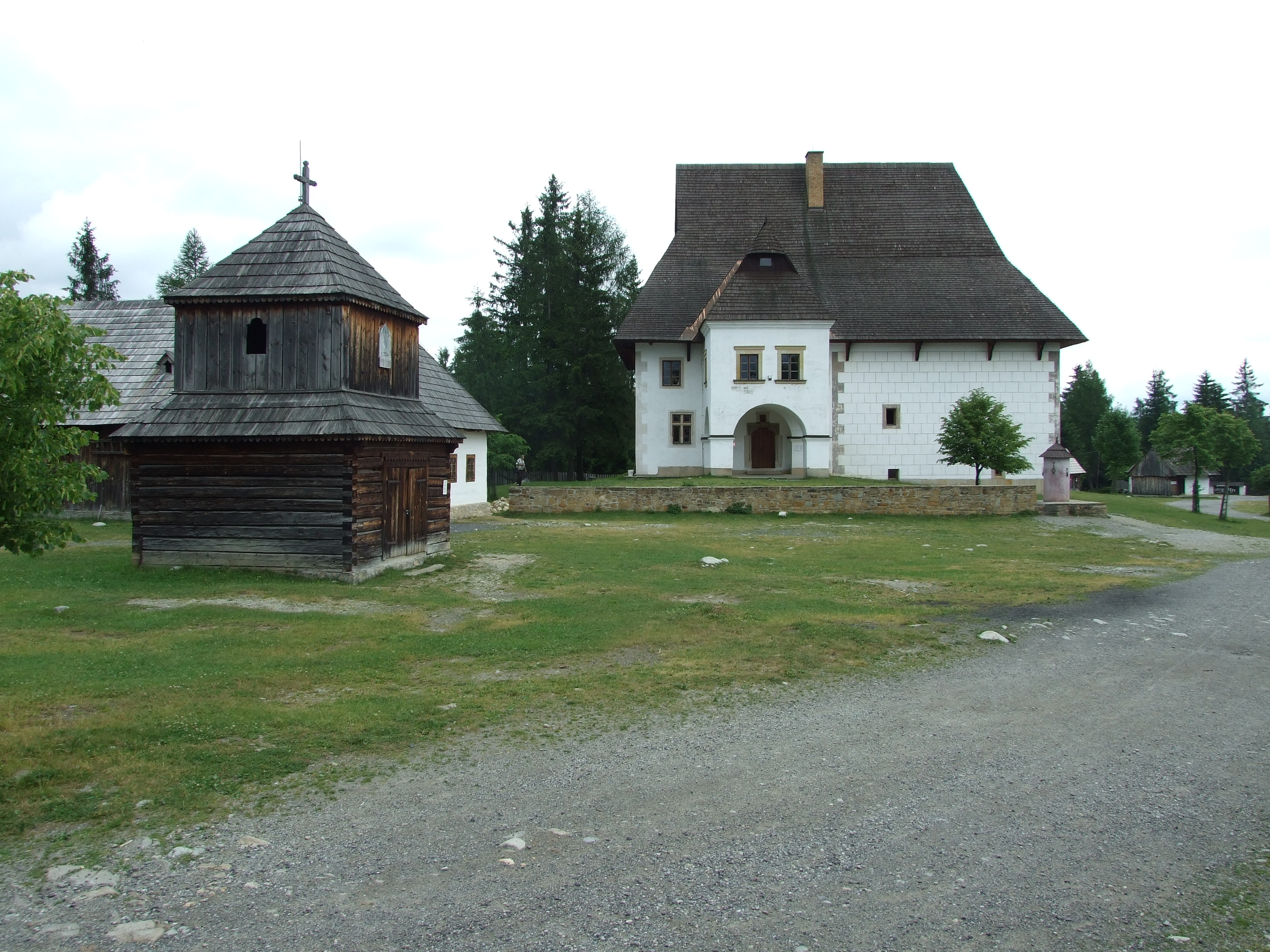
Ein Blick im Museum des Liptauer Dorfes

## Sehenswürdigkeiten
- römisch-katholische Kirche der Heiligen Katharina von 1910 im Neobarockstil, anstelle der Holzkapelle der Heiligen Katharina von 1610
- evangelische Kirche von 1902 im Neoromanstil, vom Architekten Milan Michal Harminc entworfen, anstelle einer Holzkirche von 1806
- Baptistenkirche von 1914
- 1991 eröffnetes Museum des Liptauer Dorfes Pribylina, etwa 2 km außerhalb des Orts.

Des Weiteren ist die durchfließende Belá für Rafting geeignet, man kann daneben Wanderungen in die Westtatra unternehmen (Berge Baranec (2184 m n.m.), Bystrá (2248 m n.m.), Tal Račková dolina)